# Olof Nordqvist
Olof (Olle) Larsson Nordqvist, född 10 maj 1875 i Norra Ny, Norra Ny socken, Värmland, död 10 oktober 1949 i Ny, var en svensk konstnär och målarmästare.
Han var son till Lars Larsson och Karin Andersdotter, gift med Anna Amb. 
Nordqvist studerade teckning för Napoleon Caesar i Karlstad 1896, samt ett par år vid Valands konstskola i Göteborg. Under 1910- och 1920-talen var han mycket produktiv och många tavlor spreds ut på gårdarna i bygden.
Hans konst bestod av mjuka landskapsbilder och interiörer men genom sin självisolering i hemsocknen hämmades han konstnärliga utveckling.  